# Tivolitog
Et tivolitog, turisttog eller gadetog er et leddelt vejkøretøj bestående af et trækkende køretøj med en eller flere tilkoblede vogne til passagerer i stil med et tog, der kører på jernbanespor. Det bruges primært i forlystelsesparker og lignende og i centrale byområder og kan både fungere som en forlystelse og som egentligt transportmiddel.
Lignende køretøjer bruges til transport af gods eller bagage over korte distancer på f.eks. fabrikker eller i lufthavne.

## Teknologi
Et tivolitog består normalt af et traktorlignende køretøj, der trækker et antal vogne, ligesom et lokomotiv trækker jernbanevogne. Traktorkøretøjet kan være drevet af en forbrændingsmotor eller en elektrisk motor. Det vil ofte være forsynet med en forklædning, så det ligner et damplokomotiv eller lignende. Alternativt kan både det og vognene være dekoreret i muntre farver til glæde for børnene. Nogle af dem ligner de tog, der bruges på parkjernbaner, da en del producenter er de samme.
Vognene vil typisk have plads til mellem 6 og 40 personer, kan være med eller uden tag, kan have åbne eller lukkede sider og kan have forskellige grader af komfort så som polstrede sæder. Hvis siderne er åbne, kan der afhængigt af klimaet stadig godt være et tag eller en markise som en minimumsbeskyttelse mod regn, ligesom det kan give lidt skygge. I siderne af vognene vil der normalt være aflåselige døre eller kæder for at forhindre, at folk stiger af eller på under kørslen. Vognene og traktorkøretøjets forklædning er lavet af enten fiberglas eller aluminium og kan være forsynet med affjedring.
Traktorkøretøjet styres ligesom almindelig vejkøretøjer af en chauffør med et rat, mens motoren trækker på den bagerste aksel. Vognene styres ved hjælp af koblingerne, der desuden kan være forsynet med støddæmpere til at håndtere effekten af accelerering eller opbremsning. Simple tog med få vogne eller med en samlet kort længde kan have vogne, hvor kun den forreste aksel er styrbar. Længere eller større tog vil have firehjulsstyring med brug af flerledsmekanisme. Firehjulsstyring betyder at en chauffør på længere tog ikke behøver bekymrer sig så meget om, hvad der sker til siderne, når der drejes, idet vognene kører samme vej som traktorkøretøjet. Dette er med til at give det et indtryk af et tog, der kører på skinner.

## Brug
Som navnet tivolitog siger, bruges de gerne i tivolier, forlystelsesparker og lignende. Her kan de fungerer som en forlystelse i sig, hvor folk kan få en tur rundt på området, og der vil så typisk kun være et sted at stå af og på. Alternativt kan de benyttes i temaparker til ture gennem bestemte områder, f.eks. med ting fra filmoptagelser som man gerne vil vise frem, men hvor man ikke vil have folk til at rende frit omkring. Alternativt kan de have en mere praktisk funktion som transport over et større område eller fra fjerntliggende parkeringspladser til indgangen, noget især de velbesøgte Disneyland-parker benytter sig af.
Navnet gadetog henviser til gengæld til kørsel på offentlige gader og veje. Her bruges de ofte som offentlig transport for turister mellem museer og andre seværdigheder i et centralt område enten hele året eller i en del af det. Ofte er turen en turistattraktion i sig selv, idet den tilbyder sightseeing ad en interessant rute ved siden af funktionen som transportmiddel. Afhængigt af forholdene kan der også køres ad gågader som i den schweiziske by Gruyères.